# Alberto Ginastera

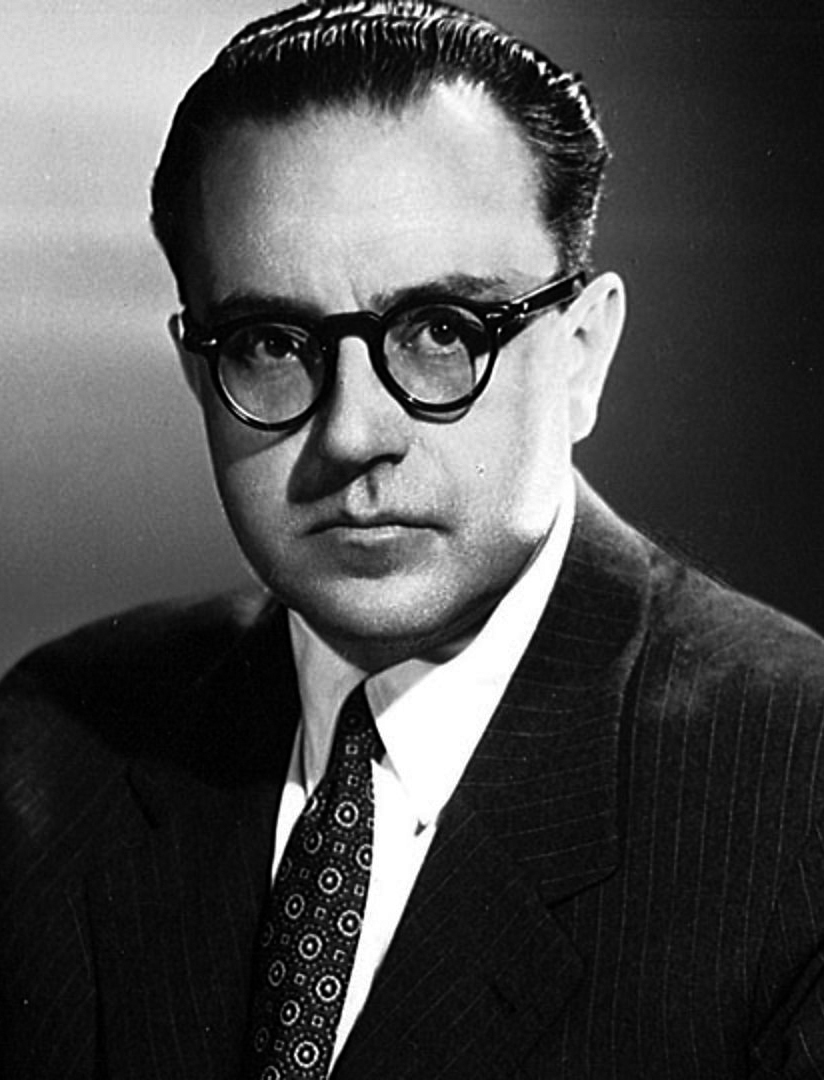
Alberto Ginastera

Alberto Ginastera, född 11 april 1916 i Buenos Aires, död 25 juli 1983 i Genève, var en argentinsk tonsättare.

## Liv och verksamhet
Alberto Ginastera föddes den 11 april 1916 i Buenos Aires, där han först studerade vid Williamskonservatoriet åren 1928-35. Vid det statliga musikkonservatoriet studerade han åren 1936-38 harmoni för Athos Palma, kontrapunkt för José Gil och komposition för José André. Ginasteras första erkännande som tonsättare kom när Juan José Castro i november 1937 dirigerade uruppförandet av balettsviten Panambí.
1942 fick Ginastera ett Guggenheim-stipendium för en resa till USA, men på grund av kriget kunde resan inte bli av förrän 1945. I två år bodde och verkade han i New York, där han komponerade och satte sig in i undervisningen vid universiteten och musikskolorna i östern och mellanvästern.
Efter USA-vistelsen återvände Ginastera till Buenos Aires, undervisade och komponerade i Argentina, ofta på beställning från andra länder. Vid Torcuato di Tella-institutet i Buenos Aires bildade han 1962 ett centrum för avancerade musikstudier. Under hans ledning blev detta centrum Latinamerikas ledande för studier i komposition, och för latinamerikanska studenter innebar det en möjlighet att experimentera fritt och att samråda med tonsättare från alla delar av världen.
Mycket av Ginasteras internationella berömmelse har kommit genom Inter-American Music Festivals i Washington. Den första av dessa festivaler hölls 1958, och inför denna fick Ginastera en beställning på en stråkkvartett (nr. 2). Till den andra festivalen, 1961, beställdes Cantata para América mágica samt pianokonserten nummer 1. Andra beställningar från Washington har varit operorna Bomarzo och Beatrix Cenci samt Cantata Bomarzo.
Den stora framgång Ginastera haft främst med sina vokal- och operaverk, har medfört att hans ställning i den nya världen jämförts med Hans Werner Henze eller Benjamin Britten i Europa. Både hans kompositioner och hans pedagogiska verksamhet har gjort honom till en mäktig personlighet i hemlandet.
Fram till omkring 1960 kan Ginasteras verk sägas vara nationalistiskt orienterade, han sökte i någon mån efterlikna Bela Bartók i byggandet av ett komplett tonspråk med utgångspunkt från folkmusiken. Under det senare 60-talet och framöver får hans kompositioner dock ett mera avancerat tonspråk, då han söker sig längre än till de regionala danstyperna, och fram till den intensiva uttryckskraft som är det djupast latinska grunddraget i hans musik. I gruppen av tidigare verk inordnas sju pianokompositioner, två stråkkvartetter, tre serier solosånger med piano, fyra orkesterverk och två baletter. Den senare gruppen innehåller kantater, operor och konserter.
I sin komposition använder Ginastera gärna traditionella formmönster och betonar ofta slagverksinstrument, täta orkesterstrukturer och kraftfulla rytmer. Rytmmönstren är ofta besläktade med eller härledda ur folkmusiken. Han har också experimenterat med mikrotoner, mest verkningsfullt i violinkonserten 1963. Den starka rytmiska dragningskraften har jämförts med Bartók, som ju också har användningen av folkmusikaliska element gemensamt med Ginastera. Under 40- och 50-talen var Hectór Villa-Lobos den mest inflytelserike latinamerikanska tonsättaren, och även denne har påverkat Ginastera i det folkmusikaliska och rytmiska elementet.
I samtliga av hans tidigare verk är dissonansen och polytonaliteten ett starkt harmoniskt inslag, och även i några av de tidigare verken användes tolvtonsteknik, något han skulle komma att utveckla än mer i sin senare produktion. Tolvtonstekniken används dock aldrig med uteslutande av andra tekniker, han har blandat tolvton med mikrotonalitet, seriella rytmer med partier av rytmisk improvisation för spelaren. I ett verk som kommit att bli betydande i Ginasteras produktion, Cantata para América mágica, ingår ett femtiotal slaginstrument som spelar additiva rytmer och polyrytmiska celler, vilket dessutom förstärks med något som Ginastera kallar "insättandet av irrationella värden inuti andra irrationella värden". När den önskade effekten till slut blir för invecklad för att överhuvudtaget kunna noteras tar processer över där exekutören improviserar efter givna värden.
Ginasteras operor har en dramatisk bakgrund, nedärvd från Verdi, men målas i en kraftfull stil som använder moderna tekniker. Den expressiva behandlingen av rösten i hans senare verk har kommit att få en viss betydelse, med stora och ovanliga intervall tillsammans med tolvtonsserier, mikrotoner och talsång. Allt detta är karaktäristiska drag för Ginasteras senare musik, och återfinns även i operornas körstämmor. Som exempel kan nämnas en passage i operan Bomarzo, där kören sjunger ordet "kärlek" på mer än 40 språk.

## Verkförteckning
- Panambi op. 1a. Orkestersvit.	1935-37
- Panambi, op. 1. Balett.	Uruppförd i Buenos Aires 1940
- Danzas Argentias, op. 2. För piano.	1937
- Two songs, op. 3. Texter av Silva Valdéz satta för sång och piano.	1938
- Cantos del Tucumán, op. 4. För sång, flöjt, violin harpa och två indianska instrument, "cajas". Texter av Jijena Sánchez.	1938
- Salmo CL, op. 5. Psalm 150, för blandad kör, barnkör och ork.	1938
- Tres piezas (Three pieces), op. 6. För piano.	1940
- Malambo, op. 7. För piano.	1940
- Danzas de Estancia, op. 8a. Danssvit.	1941
- Estancia, op. 8. Balett.	1941 (Uruppförd i Buenos Aires 1952.)
- Oberturo para el "Fausto" criollo, op. 9. Orkester.	1943
- 5 Canciones populares argentinas, op. 10. Solosånger med piano.	1943
- Las horas de una estancia, op. 11. Texter av Ocampo. Solosånger.	1943
- Doce preludios americanos, op. 12. Piano.	1944
- Dúo, op. 13. Flöjt och oboe.	1945
- Lamentaciones de Jeremias Propheta, op. 14. Blandad kör a cappella.	1946
- Suite de danzas criollas, op. 15. Piano.	1946
- Pampeana no. 1, op. 16. Violin och piano.	1947
- Ollantay, op. 17. Orkester.	1947
- Toccata, villancico e fuga, op. 18. Orgel	1947
- Rondó sobre temas infantiles argentinos, op. 19. Piano.	1947
- Stråkkvartett nr. 1, op. 20.	1948
- Pampeana, no. 2, op. 21. Cello och piano.	1950
- Sonata no. 1, op. 22. Piano	1952
- Variaciones concertantes, op. 23 för kammarorkester	1953
- Pampeana no. 3, op. 24. Orkester.	1954
- Concierto for harp and orchestra, op. 25.	1956
- Stråkkvartett nr. 2, op. 26.	1958
- Cantata para América mágica. Kantat till förcolumbianska texter för sopran och slagverksorkester, op. 27.	1960
- Pianokonsert nr. 1, op. 28.	1961
- Quintet, op. 29. Piano och stråkkvartett.	1963
- Violinkonsert, op. 30.	1963
- Sinfonia Don Rodrigo, op. 31a. Sinfonia för sopran och orkester.	1964
- Don Rodrigo, op. 31. Opera	Uruppförd i Buenos Aires 1964
- Bomarzo, op. 32. Kantat för recitatör, baryton och kammarork.	1964
- Concerto per corde, op. 33. Stråkorkester.	1965
- Bomarzo, op. 34. Opera Uruppförd i Washington 1967
- Estudios sinfónicos, op. 35 för orkester	1967-68
- Concierto no. 1, op. 36 för cello och orkester.	1968
- Milena, op. 37. Text efter Kafka, för sopran och orkester.	1970
- Beatrix Cenci, op. 38. Opera.	Uruppförd i Washington 1971
- Pianokonsert nr. 2, op. 39.	1973
- Stråkkvartett nr. 3 (för sopran & stråkkvartett)	1973
- Puneña no. 1, op. 41. Flöjt.	1973
- Serenata, op. 42. Baryton, cello och kammarorkester.	1974
- Turbae. Passionsmusik för bl.kör, barnkör, 3 mansröster och orkester.	Uruppförd i Philadelphia 1975
- Popol Vuh, op. 44. Orkester.	1975
- Puneña no. 2, op. 45. Cello.	1976
- Glosses sobre temes de Paul Casals. Stråkorkester och stråkkvintett.	1976
- Sonata para guitarra, op. 47. Gitarr.	1976
- Glosses sobre temes de Paul Casals, op. 48. Orkester.	1977
- Sonata, op. 49. Cello och piano.	1979
- Concierto no. 2, op. 50. Cello och orkester.	1980
- Fanfarria, op. 51a. Fyra trumpeter.	1980
- Variazioni e Toccata sopra "Aurora lucis rutilat", op. 52. Orgel.	1980
- Sonata no. 2, op. 53. Piano.	1981
- Sonata no. 3, op. 54. Piano.	1982

- Piezas Infantiles, för piano. 1934
- Concierto Argentinos, för piano och orkester.  1937
- Milonga, för piano. 1938
- Pequeña danza, för piano. 1941
- Toccata, för piano. 1970
- Danzas Argentinas para los niños, för piano.